# Mustapha Adib Abdul Wahed
Mustapha Adib Abdul Wahed  ( em árabe: مصطفى أديب    ) (Tripoli - 30 de agosto de 1972) é um diplomata libanês, advogado, educador, político, pesquisador, acadêmico e atual primeiro-ministro designado do Líbano que também serviu como embaixador do Líbano na Alemanha de 2013 a 2020. 

## Biografia
Mustapha Adib Abdul Wahed nasceu em 30 de agosto de 1972 na cidade de Tripoli, no norte do Líbano. Ele é um muçulmano sunita , é conhecido por sua pesquisa acadêmica e trabalho especializado nas áreas de Segurança Humana e do Estado, Leis Eleitorais e supervisão parlamentar do setor de segurança. No dia 31 de agosto de 2020, ele foi selecionado como o primeiro-ministro designado do Líbano em substituição a Hassan Diab .   Ele recebeu o apoio de 90 dos 120 parlamentares para se tornar o novo primeiro-ministro do Líbano e formar o governo em 31 de agosto de 2020.    Antes de sua nomeação como primeiro-ministro designado do Líbano  ele serviu como embaixador na Alemanha por mais de sete anos. 

## Carreira
Mustapha, natural de Trípoli, concluiu o doutorado em direito e ciências políticas pela Universidade de Montpellier . Ele prosseguiu sua carreira como professor no Beirut War College em 2000 e também ensinou disciplinas como Direito Internacional Público, Direito Constitucional, Relações Internacionais e Geopolítica em várias universidades no Líbano e na França. Ele foi nomeado professor em tempo integral da Universidade Libanesa . 
Em 30 de agosto de 2020, ele foi apoiado pelo Movimento Futuro do Líbano e um grupo de ex-primeiros-ministros libaneses para assumir o posto de PM.   Ele foi nomeado para a posição enquanto servia como embaixador libanês na Alemanha para substituir Hassan Diab que renunciou em 10 de agosto de 2020 devido ao clamor e tumulto após a explosão de Beirute em 2020 que matou quase 200 pessoas.  Mustapha teria recebido apoio de grandes partidos, como o Movimento Patriótico Livre, para formar um novo gabinete.   O ex-PM Najib Mikati se tornou o primeiro político a nomear Mustapha Adib para o cargo. Ele também foi o único candidato a ter sido nomeado para o cargo em 30 de agosto de 2020 e sua nomeação foi relatada como tendo sido aprovada pelo presidente francês Emmanuel Macron, que deveria chegar ao Líbano para negociações de paz e discussões sobre reformas políticas no Líbano.  
Em 31 de agosto de 2020,  foi formalmente nomeado como o novo PM designado do Líbano um dia antes do prazo (1 de setembro de 2020) definido pelo Presidente francês que exigia uma mudança política no país livre de corrupção. A sua nomeação ocorreu poucas horas antes da visita de Emmanuel Macron. 